# (36821) 2000 SY84
2000 SY84 (asteroide 36821) é um asteroide da cintura principal. Possui uma excentricidade de 0.22447910 e uma inclinação de 2.67852º.
Este asteroide foi descoberto no dia 24 de setembro de 2000 por LINEAR em Socorro.